# Округ Вејн (Илиноис)
Округ Вејн (енгл. Wayne County) је округ у америчкој савезној држави Илиноис.

## Демографија
По попису из 2010. године број становника је 16.760, што је 391 (-2,3%) становника мање 2000. године.
| Група             | 2000.          | 2010.          |
| Белци             | 16.853 (98,3%) | 16.340 (97,5%) |
| Афроамериканци    | 26 (0,2%)      | 42 (0,3%)      |
| Азијати           | 58 (0,3%)      | 71 (0,4%)      |
| Хиспаноамериканци | 103 (0,6%)     | 176 (1,1%)     |
| Укупно            | 17.151         | 16.760         |